# Anargyre

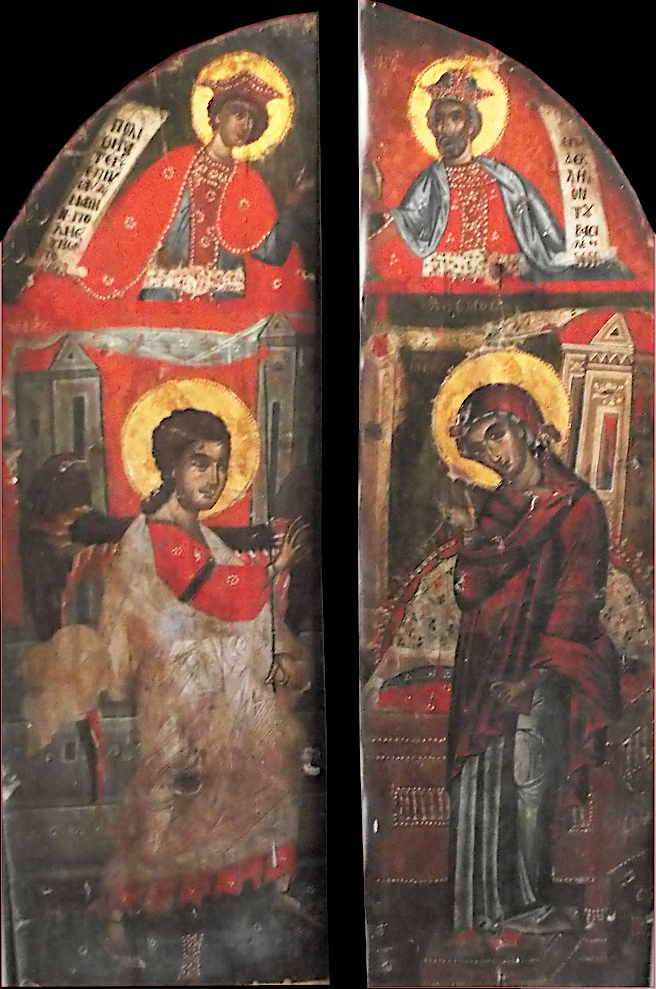
Scène de l'Annonciation, surmontée par les saints anargyres Côme et Damien. Porte de l'iconostase de l'église des Saints Anargyres, Vogatsikó, XVIIIe siècle.

Anargyre (en grec byzantin souvent employé au pluriel ἀνάργυροι / anárgyroi), est une épithète signifiant littéralement « sans argent ». Le mot qualifie les saints thaumaturges chrétiens qui, contrairement aux médecins, exerçaient leur talent de guérisseur sans être payés. Les principaux saints anargyres sont les saints Côme et Damien.

## Éléments généraux
Aux côtés de Côme et Damien, on trouve aussi, saint Pantéleimon et saint Julien d'Émèse, mais l'épithète anargyre est aussi appliquée à Kyros et Jean (voir Cyr d'Alexandrie).
À partir du Xe siècle, un terme similaire est employé pour désigner un saint guérisseur ou sa tombe (« l'hôpital gratuit », amisthon iatreion), comme Luc le Jeune et Athanase l'Athonite. 
La représentation iconographique habituelle des saints anargyres est un jeune homme, vêtu sobrement d'une tunique avec un phélonion, et portant les attributs de sa profession, de petites boîtes médicinales, des étuis d'outils médicaux, des fioles, spatules ou des pinces.